# 26. (Württembergische) Landwehr-Division
Die 26. (Württembergische) Landwehr-Division war von 1917 bis 1918 ein Großverband der Württembergischen Armee im Ersten Weltkrieg.

## Geschichte
Die Division wurde ab 5. Januar 1917 in Mülhausen im Oberelsass aufgestellt. Das stellvertretende Generalkommando in Stuttgart stellte das Divisionsstabsquartier und die Divisionsstabswache unter Verwendung des Stabes der aufgelösten 108. (Württ.) Reserve-Infanterie-Brigade. Diese bildete ferner die Feldintendantur, das Divisionsproviantamt, das Personal des Divisionsarztes, des Feldjustizbeamten, der Divisionsgeistlichen und die Feldpostexpedition. Und sorgte für die Pferde, das Gerät, die Druckvorschriften und Kriegskarten. Die Fernsprechabteilung, die Minenwerferkompanie, die Divisionskraftwagenkolonne und das Feldrekrutendepot wurden von demselben Generalkommando neu aufgestellt. Die 51. (Württ.) Landwehr-Infanterie-Brigade mit den Württ. Landwehr-Infanterie-Regimentern Nr. 119 und Nr. 123 traten von der 7. (Württ.) Landwehr-Division über, das Württ. Landwehr-Infanterie-Regiment Nr. 124 von der 2. (Württ.) Landwehr-Division. Die 3. Eskadron des Ulanen-Regiments König Wilhelm I. (2. Württ.) Nr. 20 war bisher im Grenzschutz an der Schweizer Grenze eingesetzt, das Württ. Feldartillerie-Regiment 116 gehörte zuvor zur Heeresartillerie. Die 4. und 6. Landwehr-Pionier-Kompanie sowie die Württ. Landwehr-Sanitäts-Kompanie Nr. 526 kamen von der 7. (Württ.) Landwehr-Division. Die Württ. Minenwerferkompanie Nr. 326, die Württ. Fernsprechabteilung Nr. 526 und die Württ. Divisions-Kraftwagenkolonne Nr. 795 waren Neuaufstellungen und das Feldlazarett wurde von der 19. Landwehr-Division abgegeben. Das Feldrekrutendepot wurde aus Teilen anderer Depots zusammengestellt und aus Württemberg ergänzt.

### Garnisonen
Als Kriegsformation aufgestellt, hatte die Division keine Friedensgarnison.

### Gefechtskalender

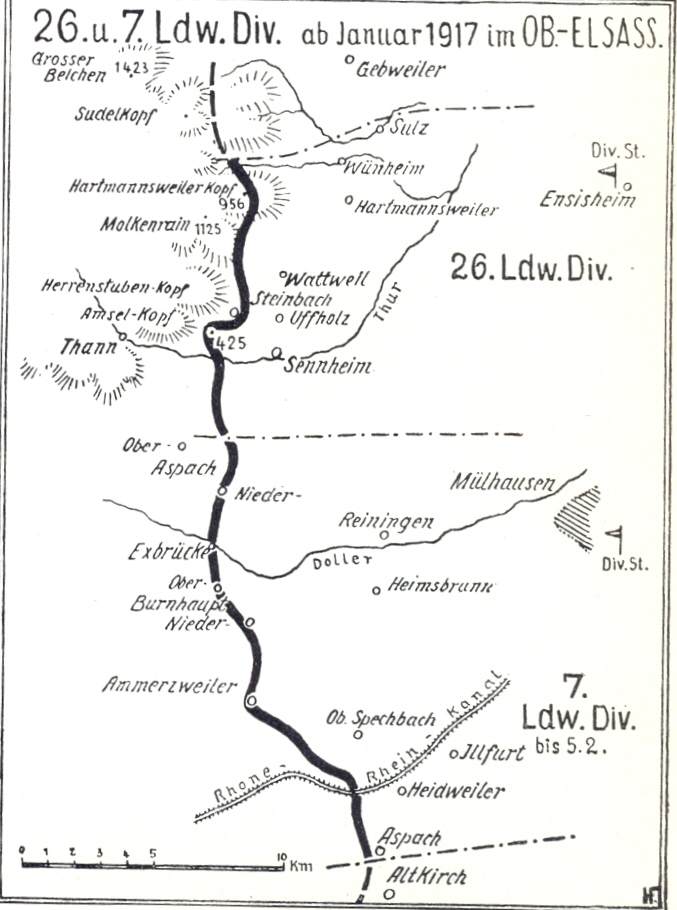
Stellung der Division von Januar 1917 bis November 1918 im Oberelsass

Die Division wurde von Januar 1917 bis November 1918 durchgehend an der Vogesenfront im Abschnitt zwischen Jungholz und Oberaspach eingesetzt. Der Divisionsstab befand sich in Ensisheim, der Stab der 51. (Württ.) Landwehr-Infanterie-Brigade in Wittenheim. Das Württ. Landwehr-Infanterie-Regiment Nr. 124 stand im rechten, gebirgigen Frontabschnitt Jägertanne, Hartmannsweilerkopf, Hirzstein. Das Württ. Landwehr-Infanterie-Regiment Nr. 119 am unteren Teil des Osthanges der Vogesen im Abschnitt Wattweiler und Uffholz. Nach links schloss das Württ. Landwehr-Infanterie-Regiment Nr. 123 von der Höhe 425 westlich von Sennheim bis nach Oberaspach südwestlich von Thann.
Nach dem Waffenstillstand am 11. November 1918 marschierte die Division über Freiburg im Breisgau, durch den südlichen Schwarzwald, über Neustadt und Donaueschingen und mit der Bahn oder Fußmarsch nach den Demobilisierungsstandorten. Der Divisionsstab löste sich am 7. Dezember 1918 in Ulm auf.

## Organisation

### Verbandszugehörigkeit
Die Division war bei der Aufstellung dem Generalkommando X unterstellt und damit Teil der Heeresgruppe Deutscher Kronprinz. Im Mai 1917 fand ein Unterstellungswechsel zur Armeeabteilung B statt und damit zur Heeresgruppe Herzog Albrecht.

### Gliederung

#### Kriegsgliederung vom 10. Januar 1917
- Divisionsstab
- 51. (Württembergische) Landwehr-Infanterie-Brigade
  - Württembergisches Landwehr-Infanterie-Regiment Nr. 119
  - Württembergisches Landwehr-Infanterie-Regiment Nr. 123
  - Württembergisches Landwehr-Infanterie-Regiment Nr. 124
- 3. Eskadron/Ulanen-Regiment „König Wilhelm I.“ (2. Württembergisches) Nr. 20
- Württembergisches Feldartillerie-Regiment Nr. 116
- 4. Württembergische Landwehr-Pionier-Kompanie XIII
- 6. Württembergische Landwehr-Pionier-Kompanie XIII
- Württembergische Minenwerfer-Kompanie Nr. 326
- Württembergische Divisions-Fernsprechabteilung Nr. 526
- Württembergische Divisions-Kraftfahrkolonne Nr. 795
- Württembergische Landwehr-Sanitäts-Kompanie Nr. 31
- Württembergisches Feld-Lazarett 8 XIII
- Württembergisches Feld-Rekrutendepot

#### Kriegsgliederung vom 10. März 1918
- Divisionsstab
- 51. (Württembergische) Landwehr-Infanterie-Brigade
  - Württembergisches Landwehr-Infanterie-Regiment Nr. 119
  - Württembergisches Landwehr-Infanterie-Regiment Nr. 123
  - Württembergisches Landwehr-Infanterie-Regiment Nr. 124
- 3. Eskadron/Ulanen-Regiment „König Wilhelm I.“ (2. Württembergisches) Nr. 20
- Württembergischer Artillerie-Kommandeur Nr. 141
  - Württembergisches Feldartillerie-Regiment Nr. 116
- Württembergisches Pionier-Bataillon Nr. 426
- Württembergischer Nachrichten-Kommandeur Nr. 526
  - Württembergische Divisions-Fernsprechabteilung Nr. 526
- Württembergische Sanitäts-Kompanie Nr. 569
- Württembergisches Feld-Lazarett Nr. 256
- Württembergisches Pferde-Lazarett Nr. 78
- Württembergische Divisions-Kraftfahrkolonne Nr. 795
- Württembergisches Feld-Rekrutendepot
- Württembergische Wirtschafts-Kompanie Nr. 209

### Kommandeure
| Dienstgrad           | Name               | Datum                             |
| -------------------- | ------------------ | --------------------------------- |
| Generalleutnant      | Karl von Teichmann | 05. Januar 1917 bis 17. Juli 1918 |
| Generalleutnant z.D. | Rudolf von Berger  | 18. Juli bis 7. Dezember 1918     |

## Gefechtswert
Die Alliierten schätzten die Kampfkraft der Division nicht sehr hoch. 1917 wurde sie als reine Stellungsdivision beschrieben, deren Regimenter jeweils nur einen aus jüngeren Männern bestehenden Stoßtrupp besaßen. 1918 wurde sie als eine der geringwertigsten Divisionen („… it would seem that the 26th Landwehr was one of the poorest divisions in the German Army …“) der deutschen Armee eingeschätzt.